# 亞歷山大·什拉帕克

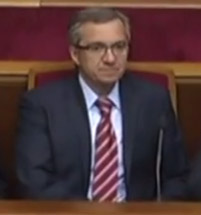
亞歷山大·什拉帕克

亞歷山大·維塔利耶維奇·什拉帕克（烏克蘭語：Олександр Віталійович Шлапак；1960年1月1日—）是烏克蘭的一位政治人物。他曾經擔任烏克蘭財政部長職務。他擁有金融碩士學位。2003年，他就任烏克蘭國家銀行副總裁。什拉帕克已經結婚，並且有兩個女兒。他曾獲得過多項獎勵肯定。